# Bombycilla
Bombycilla is een geslacht van zangvogels uit de familie van de pestvogels (Bombycillidae).

## Soorten
Het geslacht kent de volgende soorten:
- Bombycilla cedrorum – Cederpestvogel
- Bombycilla garrulus – Pestvogel
- Bombycilla japonica – Japanse pestvogel